# Frans Hoek
Frans Hoek (Hoorn, 17 oktober 1956) is een Nederlands  keeperstrainer en voormalig doelman. Hij speelde tien jaar voor FC Volendam en ging nadien als keeperstrainer aan de slag bij onder meer Ajax, FC Barcelona, Bayern München en het Nederlands elftal. Hoek maakt net als Andries Jonker regelmatig deel uit van de technische staf van Louis van Gaal.

## Carrière als speler
Hoek verdedigde van 1973 tot 1985 het doel van FC Volendam. In 1977 steeg hij met de club voor het eerst naar de eredivisie. Twee jaar later degradeerde Volendam opnieuw. In 1983 promoveerden Hoek en zijn ploegmaten opnieuw naar de hoogste afdeling, waar ze ditmaal twee seizoenen verbleven. Na de degradatie van 1985 zette Hoek een punt achter zijn spelerscarrière.

## Carrière als keeperstrainer
Vanaf 1985 ging Hoek als keeperstrainer aan de slag bij Ajax, waar hij in de jaren 90 voor het eerst samenwerkte met trainer Louis van Gaal en de jonge doelman Edwin van der Sar onder zijn hoede kreeg. Tussendoor trainde hij ook twee jaar lang de doelmannen van zijn ex-club Volendam. In 1997 volgde hij Van Gaal naar FC Barcelona, waarna de twee samen aan de slag gingen bij het Nederlands elftal. Vanaf 2006 was hij drie jaar lang de keeperstrainer van Leo Beenhakker bij het Pools voetbalelftal. Beenhakker was de vroegere trainer van Hoek bij Volendam. Met Polen mocht Hoek in 2006 naar het WK in Duitsland. Ook nadien bleef de keeperstrainer in Duitsland actief; ditmaal volgde hij Van Gaal naar Bayern München, waar hij zowel een functie als keeperstrainer als die van assistent-coach kreeg. 
Na het ontslag van Van Gaal in april 2011 belandde het duo opnieuw bij Oranje. Na het WK 2014, waarop Nederland derde werd, trok hij samen met Van Gaal naar Manchester United. Hier bleven ze allebei twee jaar. Nadat Manchester United Van Gaal ontsloeg, werd Hoek in augustus 2016 voor de derde keer aangesteld als keeperstrainer van het Nederlands elftal, ditmaal onder bondscoach Danny Blind. Begin 2018 werd hij opgevolgd door Patrick Lodewijks.
In augustus 2021 werd Louis van Gaal wederom bondscoach. In zijn kielzog nam hij Frans Hoek wederom mee als keeperstrainer en werd Frans Hoek daarmee de opvolger van Patrick Lodewijks.
In aanloop naar het WK van 2022 in Qatar kreeg Hoek kritiek uit verschillende hoeken, met name omdat Hoek verantwoordelijk zou zijn voor het niet-selecteren van Jasper Cillessen.

## Trivia
- Hoek is de schoonvader van zanger Simon Keizer.[2]